# Протестантизм в Молдове
Протестантизм в Молдавии — второе по численности верующих (после православия) направление христианства в стране. Условно объединяет верующих традиционных протестантских конфессий, евангельских христиан и прихожан свободных не-деноминационных церквей.
Общее число протестантов в Молдавии — ок. 100 тыс. «Энциклопедия религий» Дж. Г. Мелтона насчитала в 2010 году в Молдавии (без учёта Приднестровья) 88 тыс. протестантов. По всей стране действует ок. 1,3 тысяч протестантских храмов и мест богослужения. Число протестантов растёт. По данным той же «Энциклопедии религий» в 2000 году в Молдавии насчитывалось 78 тыс. верующих данного направления

## История
На границах дунайских княжеств первые протестанты появились ещё при жизни Мартина Лютера. Два года (с 1561 по 1563) государём Молдавского княжества был протестант Иоан Якоб Гераклид. Гераклид лично участвовал в религиозных диспутах с молдавским дворянством, выступал против иконопочитания и культа святых (объявив это «суеверием» и «делом рук человеческих»), ввёл евангелический порядок богослужения и даже назначил епископом Молдавии польского протестанта Яна Люсинского. Однако в 1563 году, в ходе боярского восстания, государь был убит; протестанты из его окружения бежали из страны. Попытка проведения в Молдавии «Реформации сверху» оказалась безуспешной.
Тем не менее, на границах Молдавского княжества влияние протестантов росло, особенно в габсбургской Трансильвании. В 1622 году, следуя кальвинистским идеям просвещения, князь-протестант Габриэль Бетлен открыл первую высшую школу в Алба-Юлии. Косвенным свидетельством растущего протестантского влияния не только в Трансильвании, но и в Румынии стал богословский труд молдавского митрополита Варлаама «Ответ на кальвинистский катехизис» (напечатан в 1645 году в Яссах). Написанный в весьма эмоциональной форме, «Ответ» стал первой книгой на румынском языке, содержащей религиозную полемику.

### Переселение лютеран
На территории современной Республики Молдова протестанты появляются вновь в XIX веке с началом переселения немцев-лютеран. В 1803—1804 гг. на окраине Григориополя была основана первая немецкая колония. Позже колонисты основали близ Григориополя поселение Глюксталь (сейчас — Глиное). С присоединением восточной части Молдавского княжества к России в 1812 году приток немцев-лютеран усиливается.
Причиной переселения стал экономический упадок, вызванный наполеоновскими войнами. К тому же мазуры-лютеране в Польше подвергались религиозным преследованиям от католического большинства. Большая часть переселенцев поселяется на юге Бессарабии, в Аккерманском и Измаильском уездах (ныне территория Украины). На территории современной Молдавии лютеране основывают поселение Бергдорф (1821, ныне — Казанджик), Новую Стрымбу (1860; ныне — Гринауцы), Рышкановка (1865; ныне — Рышксны), Шолтой (1865; ныне — Шолтоая), Якобсталь (1873; ныне — Лазо), Албота (1880; ныне — Верхняя Албота), Стрымбень (1881; Стрымбены), Блюменталь (1881; ныне — Хыртоп), Яргара (1882), Онешты (1885), Рохрбах (1887; ныне — Романовка), Новая Николаевка (1889, ныне — Анений Ной) и др. С 1825 года немецкая община существует в Кишинёве. В 1834 году здесь было начато строительство лютеранской кирхи Святого Николая, а в 1836 году строительство храма завершилось.
За счёт пожертвования прихожан в немецких поселениях строились лютеранские кирхи; общины избирали и содержали пасторов. Все лютеранские приходы были отнесены к Первой Южнорусской епархии и подчинялись Петербургской консистории. Первое время здание церкви служило в качестве школы; преподавание религии было объявлено основной целью школ. Именно благодаря этим школам протестанты были самой грамотной частью населения Бессарабии, несмотря на то, что являлись сельскими жителями.
Основными книгами для чтения у бессарабских немцев были Библия, катехизис и молитвенный песенник; позже получили распространение христианские семейные журналы. Церковь и школа были центрами духовной жизни, вокруг которых протекала жизнь деревенских колонистов. Браки с людьми других национальностей или другой веры были запрещены.

Журналист и черносотенец П. А. Крушеван описывал молдавских протестантов: 
отличаются особым трудолюбием, терпением, честностью и аккуратностью. Они положительны, но вместе с тем робки и медлительны. Характер тихий, но упрямый и помнящий обиды. Строги к самим себе, покорные общественным постановлениям и начальству, они стараются избегать столкновений с властями и, вообще, не сближаются с русскими. Трудолюбивые работники, прекрасные агрономы и скотоводы, немцы живут чисто, опрятно, в довольстве, — многие даже в богатстве
.
По данным Энциклопедического словаря Брокгауза и Ефрона в 1891 году в Бессарабии было 44214 протестантов. В 1905 году протестанты в Бессарабии составляли 2,9 % населения. Общая перепись 1930 года насчитала в крае 72716 лютеран.
Осенью 1940 года после присоединения Бессарабии к СССР 93 тысячи немцев были переселены в Польшу, а оттуда — в Германию. Богослужения в лютеранских церквах были прекращены.

### Община Рабиновича
В 1883 году еврейский публицист и общественный деятель Иосиф Рабинович основал в Кишинёве иудео-христианскую общину «Собрание израильтян Нового Завета». Формально община не примкнула ни к одной исторической церкви, однако сам Рабинович был крещён в лютеранской кирхе в Лейпциге в 1885 году и перешёл в протестантизм. В декабре 1890 года в Кишинёве был открыт молитвенный дом этой общины. По сообщению лондонской «Таймс» к движению мессианских евреев примкнуло 250 семей. Считается, что община иудео-христиан Кишинёва распалась после смерти её основателя в 1899 году.
Чуть позже молитвенный дом общины был предоставлен баптистской церкви, а проповедь христианства среди кишинёвских евреев продолжил баптистский пресвитер Лев Авербух. В 1926 году им был открыл в Кишинёве молитвенный дом «Вефиль», который входил в состав баптистского братства. Богослужения проходили на идише, а сама община считала себя продолжателем дела Рабиновича.

### Возникновение адвентизма
С середины 80-х годов XIX века среди немецких колонистов Аккерманского и Измаильского уездов начали распространяться идеи адвентизма. Первые адвентистские журналы и трактаты высылали своим родственникам в Бессарабию русские немцы, эмигрировавшими в Америку и принявшими там адвентизм. Позже адвентистскую литературу на немецком языке стало присылать Международное трактатное общество, базирующееся в Гамбурге. Первая адвентиская церковь в крае образовалась в Бендерах. Ещё в 1897 году всероссийская перепись обнаружила здесь «субботников» и отнесла их к «сектантам». Осенью 1907 года в Бендерах прошёл съезд адвентистов, учредивший Южнороссийский союз общин. К этому времени адвентистская община уже существовала и в Григориополе. После Первой мировой войны адвентистские общины возникли и в других населённых пунктах юга Бессарабии — Чукур-Минджире, Юрьевке, Дезгинже, Вишнёвке, Князевке. Большинство из них состояло преимущественно из немцев-колонистов.
По некоторым данным, к 1914 году число адвентистов составило 1 тыс. человек. В 1930 году в Бессарабии было уже 20953 адвентиста.
С 1918 года в королевской Румынии распространяются идеи адвентистов-реформистов. По данным переписи 1930 года в стране было 243 адвентиста-реформиста, из которых 240 проживало на территории епархии Хотин.

### Возникновение и распространение баптизма
Рождение первой баптистской церкви Молдавии не связано с проповедью баптистских миссионеров, а явилось результатом религиозных поисков в среде православной интеллигенции и молокан. В 1906 году молоканский проповедник А. Ф. Иванов пришёл к осознанию необходимости водного крещения, отсутствовавшего у молокан. С группой единомышленников он вышел из молоканской общины и стал собираться в лесу. В 1907 году в Кишинёве родилась ещё одна самостоятельная группа, вышедшая из православной церкви и руководимая Т. П. Хижняковым. В 1908 году Иванов, Хижняков и ряд других приняли водное крещение у одесских баптистов; в том же году баптисты стали проводить богослужения в арендованном зале.
В 1912 году баптистская церковь была образована в Тирасполе, в 1918 году — в Бельцах, на севере Молдавии. Уже к 1920 году бельцкая община насчитывала 100 членов.
В 1920 году был образован Бессарабский союз евангельских христиан; при румынском правительстве в обязанности союза входила выдача свидетельств о рождении детей. В 1927 году после объединения с баптистами, союз стал называться Бессарабский союз евангельских христиан-баптистов. Союз издавал журнал «Свет жизни» и печатал различную духовную литературу. В 1928 году под давлением мирового сообщества и при активном участии Всемирного союза баптистов румынский парламент существенно расширил права и свободы баптистских общин.
Баптисты проводили евангелизационные вечера в арендованных залах Кишинёва. В 1931 году лектором таких встреч был В. Марцинковский.
По данным румынского историка Алексы Поповича в 1935 году в Бессарабии было 12 тыс. баптистов; в 1942—347 баптистских церквей и 17955 членов церкви.

### Возникновения пятидесятнического движения
На территории современной Молдавии первая пятидесятническая община была организована в Слободзеи последователями Ивана Воронаева. Уже в 1925 году на втором одесском областном съезде христиан евангельской веры присутствовали представители от слободзейской общины и тираспольской группы.
До начала Второй мировой войны преимущественно на юге Молдавии появились и другие общины. Пятидесятнические доктрины проповедовали как румынские, так и украинские христиане. В 1928 году служение румынского миссионера Михая Раду привело к возникновению пятидесятнической общины в селе Паланка, Тигинский уезд. В 1937 году благодаря проповеди измаильского пресвитера Артёма Коломийца пятидесятническая церковь появилась в Бурлаченах.

### Протестанты в годы Советской власти
Послевоенные годы характеризуются широким распространением пятидесятничества и образованием нескольких десятков пятидесятнических групп, преимущественно на севере и юге края. В конце 40-х годов пятидесятническая община возникает в Кишинёве. Пятидесятническое движение не имело единого центра и существовало в рамках так называемой «не регистрированного братства», автономной регистрации и союза с баптистами. В 1989 году в Молдавии было около 30 подпольных пятидесятнических церквей, 17 пятидесятнических церквей входили во Всесоюзный совет евангельских христиан-баптистов и ещё 7 церквей существовали на правах автономной регистрации.
Крупнейшей конфессией в Молдавской ССР являлись баптисты. В 1946 году в крае было 88 баптистских церквей, к 1989 году их число выросло до 104 церквей и 58 групп. После раскола 1961 года советская Молдавия стала одним из центров баптистов-инициативников. В 1989 году в крае было 26 церквей Совета церквей ЕХБ и ещё 2 церкви имеющих автономную регистрацию. В республике действовала одна из подпольных типографий издательства «Христианин». В 1985 году сотрудники КГБ раскрыли конспиративную типографию и арестовали её сотрудников.
В 1952 году в крае было 13 общин адвентистов с 1 тыс. членов. В 1968 году правительство Советского Союза разрешило регистрацию адвентистским общинам; к этому времени в Молдавской ССР насчитывалось 2 тыс. членов в 26 церквах. К 1987 году число адвентистов выросло до 3,5 тыс. членов в 53 церквах.
В 1970 году в советской Молдавии было 32.800 протестантов (включая детей). Деятельность протестантов была строго ограничена антирелигиозным законодательством. Нерегистрированные группы (пятидесятников и баптистов) подвергались систематическому преследованию.

## Протестанты в годы независимости
К моменту провозглашения независимости Молдовы из 1179 культовых общин и учреждений, официально действовавших на её территории, 279 были протестантскими. В это число входили 184 молитвенных дома баптистов, 61 молитвенный дом адвентистов и 34 общины пятидесятников.
В 1992 году пять разных пятидесятнических групп объединились в Союз церквей христиан веры евангельской. В следующем году союз был признан государством, став первым религиозным сообществом, зарегистрированным в независимой Молдавии. Впоследствии статус юридического лица получили ранее существовавшие в крае церковь адвентистов седьмого дня (1993), адвентисты-реформисты (1994), баптисты (1995), лютеране (1999).
В 1994 году в Кишинёве появилась полноевангельская (харизматическая) церковь «Слово Веры». Через три года правительство официально зарегистрировало Союз христианских церквей Полного Евангелия (культ харизматов). В 1995 году в Тирасполе была начата харизматическая церковь «Христа Спасителя». Впоследствии церковь распространилась в другие города Приднестровья. Харизматическое движение — единственная конфессия в Молдавии, разделённая на два союза по географическому признаку (между Молдавией и Приднестровьем). В нач. XXI века в Молдавии появились ряд неопятидесятнических движений, таких как Всемирная церковь «Царство Божие», «Часовня победы» и др.
С 1991 года в Молдавии действует Новоапостольская церковь. Армия Спасения начала служение в стране в 1993 году. В 1994 году миссионерскую деятельность в Кишинёве начали пресвитериане, создав пресвитерианскую «Церковь Мира».
Экономические трудности заставили эмигрировать из страны десятки тысяч протестантов (только из баптистских церквей за границу перебралось 15 тыс. верующих). Несмотря на это, численность евангельских верующих значительно увеличилась. Признание со стороны государства позволило протестантам развернуть широкую миссионерскую деятельность. Так, в 2005 году в течение трёх дней в Кишинёве проходил «Фестиваль Надежды», который посетили 94 тысяч человек со всех концов Молдавии. В результате свыше 13 тысяч человек приняли решение перейти в протестантизм.

### Межконфессиональный диалог
В 1990 году с участием митрополита Кишинёвского и вся Молдовы Владимира и при поддержке Объединённых библейских обществ в стране было создано Межконфессиональное библейское общество Молдовы. На сегодняшний день Библейское общество является единственной формой межконфессионального сотрудничества между православными и протестантами в Молдавии.
С 1998 года в стране действует межконфессиональное общество врачей-христиан «Емануил».
Баптисты, пятидесятники и харизматы совместно участвуют в миссионерской деятельности и различных благотворительных проектах. Ежегодно молдавские протестанты совместно отмечают «День Семьи».

### Социальное и общественное служение протестантов
Помимо духовной работы, протестанты Молдавии занимаются широким социальным служением. При протестантских церквах действуют 6 реабилитационных центров для людей, находящихся в алкогольной и наркотической зависимости. В ряде городов действует социальная программа для кормления детей улиц «Хлеб жизни». В селе Сарата-Галбенэ пятидесятники открыли христианский дом для престарелых и лиц с ограниченными возможностями «Сарепта». В селе Яблоана работает христианский центр благотворительности и поддержки «Тавифа». Баптисты и пятидесятники активно участвуют в программе поддержке детей-сирот.
С 1999 года при кишинёвской пятидесятнической церкви действует общеобразовательный теоретический лицей «Новый Елим». Межконфессиональное сообщество врачей-христиан содержит в Кишинёве медицинский центр «Эммануил». Сообщество также поддерживает бесплатные выездные клиники, действующие при евангельских церквах в других городах.
Различные гуманитарные проекты поддерживаются Армией Спасения и «Адвентистским агентством помощи и развития». Новоапостольская церковь участвовала в восстановлении десятка общеобразовательных школ и детских садов. Только в 2011 году церковь выделила 100 тыс. евро на переоснащение школ и лицеев.
При некоторых церковных союзах действуют ассоциации бизнесменов-христиан. Союз баптистов контролирует Федерацию Тхэквондо Молдавии. Миссия «Маленький самаритянин» содержит круглосуточную одноимённую радиостанцию.
В 2005 году баптисты раскритиковали за аморальность школьный курс «Навыки жизни». После долгих обсуждений, Министерство просвещения убрало курс из обязательной школьной программы. В 2013 году широкую дискуссию в обществе вызвало предложение баптистских священников о введении в школьную программу креационистской теории происхождения человека.

## Основные союзы и церкви
Молдавские баптисты (40 тыс.) объединены в два крупных союза. Союз церквей евангельских христиан-баптистов Молдовы, входящий во Всемирный баптистский альянс, объединяет 481 церковь. К данному Союзу относятся около 30 тысяч верующих, 19,6 тыс. из которых являются членами церкви. Вторым крупным баптистским союзом является т. н. «Молдавское объединение» Международного союза церквей евангельских христиан-баптистов. Объединение состоит из 100 церквей и 10 тыс. верующих (в том числе 5 тыс. членов церкви). Ряд баптистских церквей действуют вне указанных союзов. По процентному соотношению баптистов ко всему населению Молдавия стоит на первом месте в Европе.
Подавляющее большинство пятидесятников Молдавии объединены в Союз церквей христиан веры евангельской. Союз насчитывает 340 церквей и групп с 27 тыс. верующими (из которых 13,5 тыс. — члены церкви). Вне союза находятся несколько малочисленных групп (субботствующие пятидесятники; нигерийская Искупленная церковь и др.).
Адвентисты седьмого дня насчитывают в Молдавии 152 церкви и 83 группы; по всей стране действуют 180 молитвенных домов (2007 год). Крещёнными членами адвентистских общин являются 10 тыс. человек. Всего (вместе с детьми) численность адвентистов оценивается в 15 тыс. человек. В 2000 году адвентисты седьмого дня реформационного движения были объединены в 12 общин с 850 верующими.
Союз христианских церквей полного евангелия (харизматический культ) объединяет 4 тыс. членов в 30 общинах и группах. Действующая в Приднестровье харизматическая церковь «Христа Спасителя» имеет 8 мест богослужения в регионе. Ряд харизматических церквей («Часовня победы», Всемирная церковь «Царство Божие») действуют самостоятельно, вне указанных выше союзов.
Евангелическо-лютеранская церковь Республики Молдова состоит из пяти общин (в Кишинёве, Тирасполе, Рыбнице, Бендерах и Каменке. Общее число верующих оценивается в 1,4 тыс. человек.
Новоапостольская церковь состоит из 47 общин и 4 тыс. прихожан. У Армии Спасения в стране 19 корпусов (церквей) и 2 тыс. «солдат». Пресвитериане представлены одной «Кишинёвской церковью Мира» и несколькими домашними группами (всего — 200 человек). «Библейская церковь» объединяет 3 общины (в Кишинёве, Комрате и Чимишлии). Кишинёвская Церковь Христа (1 община) действует с 1997 года и является частью Международной Церкви Христа (Бостонское движение). С 2005 года в стране присутствует миссия Церкви назарян.

## Этнический состав и география протестантизма
По этническому происхождению большинство прихожан протестантских общин в стране являются молдаванами; немалую долю среди протестантов составляют также украинцы, гагаузы и русские. В местах компактного проживания нацменьшинств действуют цыганские и болгарские церкви. В ряде крупных городов имеются общины мессианских евреев и немцев-лютеран. Большинство богослужений в протестантских приходах проводятся на румынском или русском языках.
Протестантские церкви распространены по всей территории Молдавии, однако наибольшего присутствия они добились на севере и юге страны. Самые крупные общины расположены в Кишинёве (более 10 тысяч протестантов), Бельцах, Гагаузии, Бричанском, Кагульском, Сынжерейском и Хынчештском районах (более 5 тысяч в каждом). В Бессарабском, Бричанском, Кагульском и Сынжерейском районах протестанты составляют более 5 % населения.

## Известные представители
- Валерий Гилецкий — вице-председатель Парламента Республики Молдова (2017—2019).